# Tubo acústico

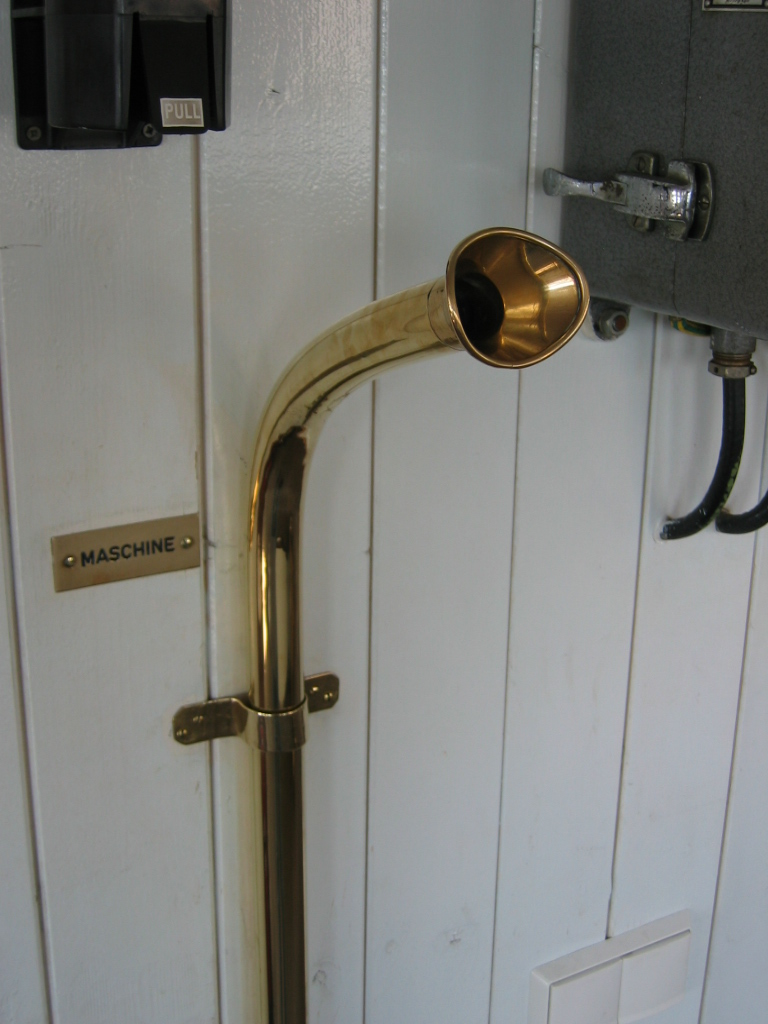
tubo acústico para comunicarse con la sala de máquinas rompehielos Stettin (1933).

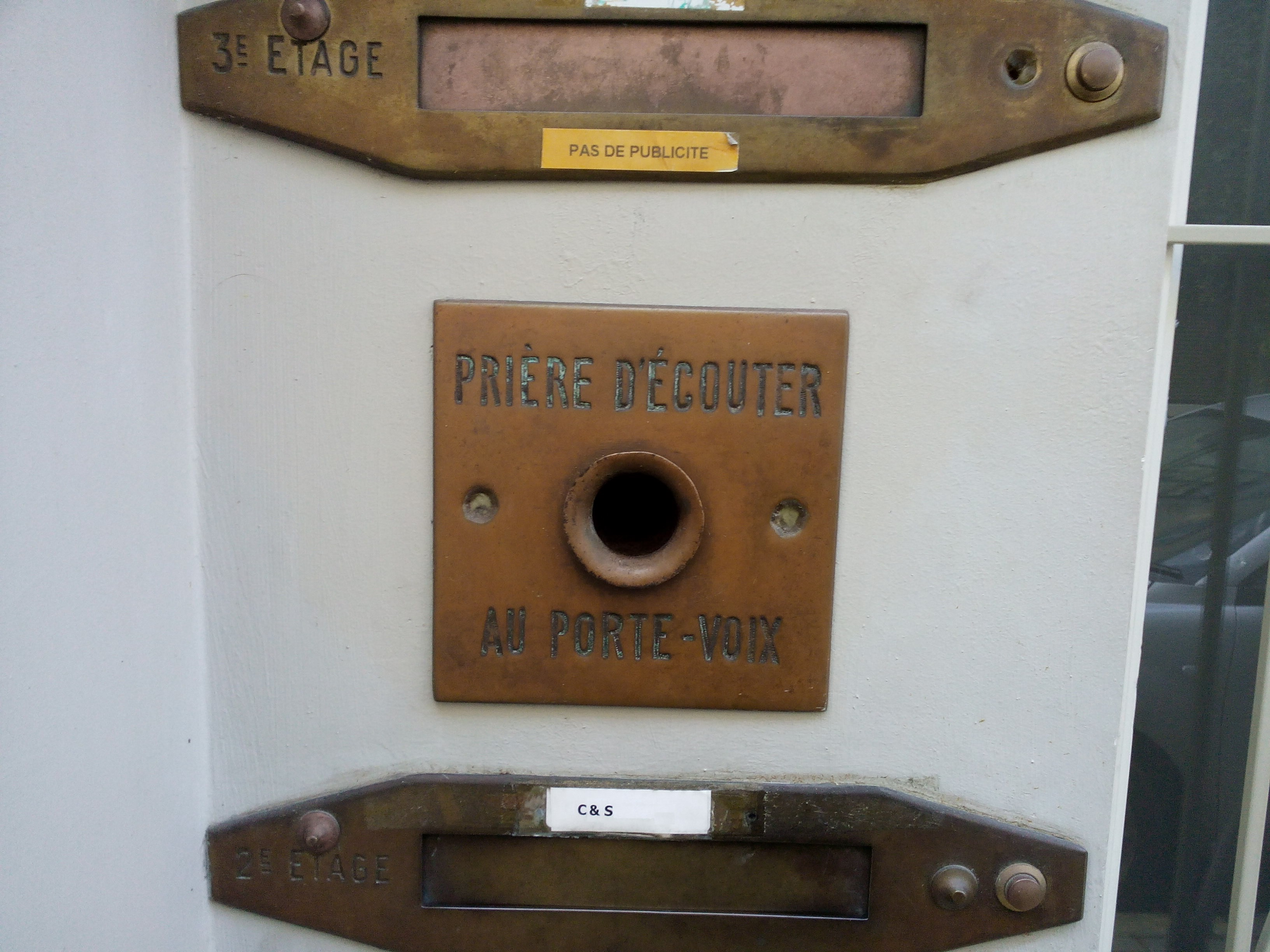
Tubo acústico doméstico. (Brusselas, 2014) Se lee: Por favor, escuchar al porta-voz

Un  tubo acústico  o  tubería acústica  es un medio de transmisión de la voz, el antepasado del intercomunicador.
Un tubo que conduce las ondas de presión del sonido, conecta dos trompetas en los extremos de la tubería (esta actúa de guía de onda como en el caso de la fibra óptica. Sin embargo, no hay ninguna relación entre las ondas longitudinales de presión de sonido y las ondas electromagnéticas transversales). Se habla alternativamente en una dirección y luego en el otro (es decir sería un sistema half duplex actual). Los extremos también pueden estar equipados con un pitido para llamar la atención antes de una llamada (el antepasado del timbre del teléfono).
Este dispositivo fue de uso común en los barcos, en las buenas casas señoriales, en los negocios e incluso para comunicarse con el chófer al inicio del siglo XX . Sin embargo aún se pueden encontrar de instalación. Lados en algunas de las fortificaciones de la Línea Maginot.

## Historia
El 1 de junio de 1782 Condorcet presentó a la Academia de Ciencias, Dom Gauthey monje Orden Cisterciense cisterciense 25. Que decía que ser capaz de transmitir voz a 13 millas de distancia con un proceso mantenido en secreto. Luis XVI con el objetivo de que el proceso fue sometido al experimento propuesto por Condorcet. Hizo uso de la tubería de la bomba de agua del Palacio de Chaillot para hablar a 800 m de distancia y fue todo un éxito. El rey, sin embargo, retrocedió ante los gastos necesarios para extender el proceso a través de distancias considerables (Gauthey se llevó a cabo para transmitir mensajes fuertes a 150 kilómetros en menos de una hora). Gauthey trató de levantar una suscripción, pero no pudo recaudar los fondos necesarios. Se fue a América, donde publicó un folleto  propagación Experimento de sonido y voz en las tuberías extendido a una gran distancia  a Filadelfia en 1783.
William Herschel, que descubrió el planeta Urano el 1781, utilizaba un "tubo acústico" para comunicar a su ayudante los comentarios sobre lo que descubría con su telescopio.